# Ciocan (os)

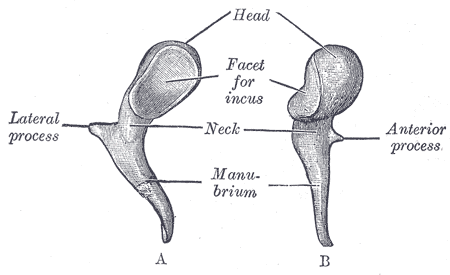
Anatomia ciocanului

Ciocanul (latină Malleus) este unul dintre oscioarele urechii. Are formă de ciocan și este localizat în urechea medie, făcând legătura dintre timpan și nicovală. Este alcătuit din trei zone: capul, gâtul și mânerul.  
Pe mânerul ciocanului se inserează mușchiul tensor al timpanului.  Denumirea din latină, malleus, înseamnă „ciocan”.